# شون بيرن
شون بيرن (بالإنجليزية: Shaun Byrne)‏ (9 يونيو 1993 في المملكة المتحدة - ) هو لاعب كرة قدم بريطاني في مركز الوسط. لعب مع دونفرملين أثلتيك.

## وصلات خارجية
- شون بيرن على موقع قاعدة بيانات كرة القدم.إي يو (الإنجليزية)
- شون بيرن على موقع Soccerbase.com (لاعب) (الإنجليزية)